# Ludwigia epilobioides
Ludwigia epilobioides är en dunörtsväxtart som beskrevs av Carl Maximowicz. Ludwigia epilobioides ingår i släktet ludwigior, och familjen dunörtsväxter. Inga underarter finns listade i Catalogue of Life.

## Bildgalleri

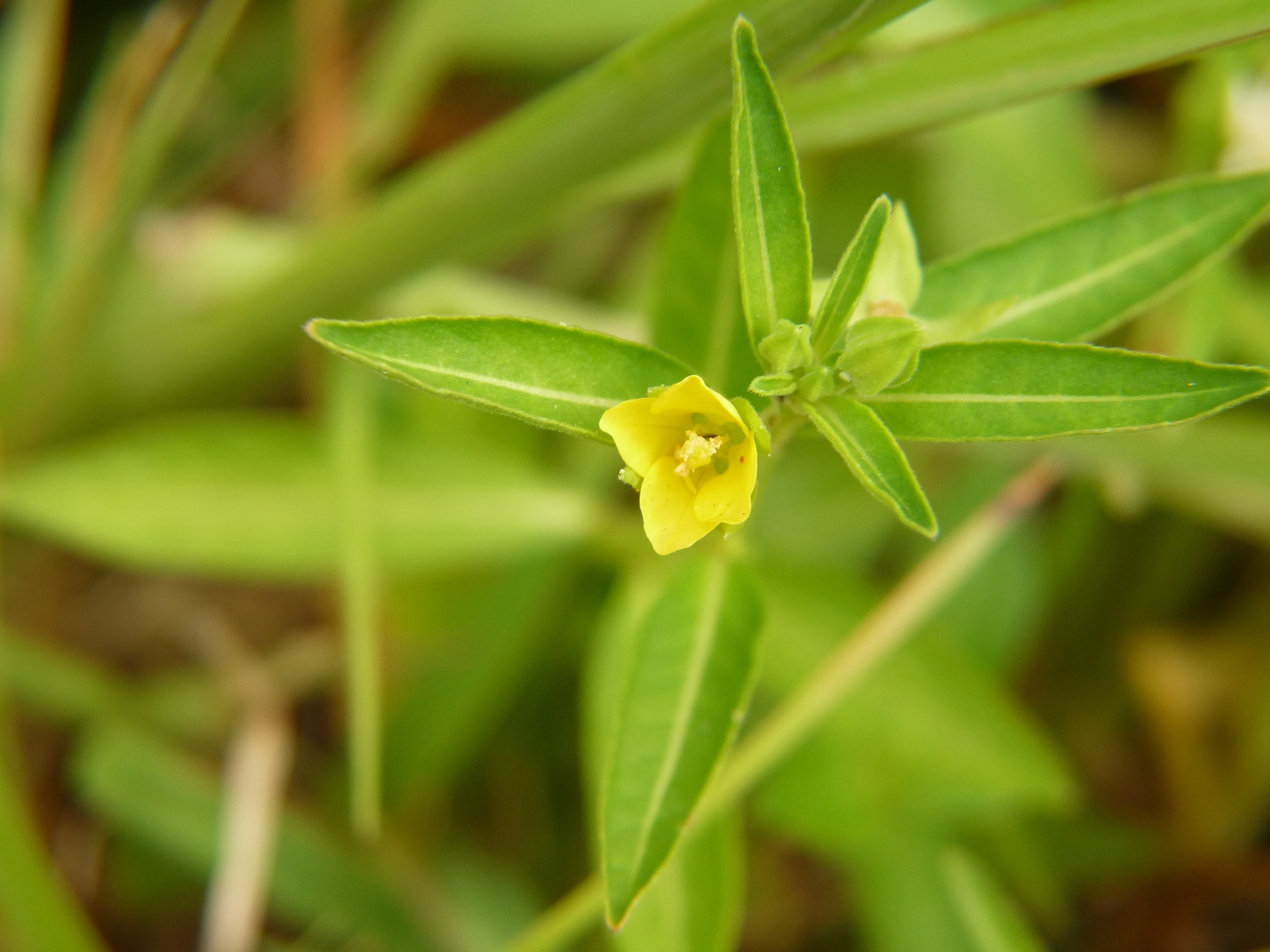